# Slagzwaard
Het slagzwaard is een groot zwaard, met een breed lemmet en een langer handvat, waardoor twee handen het royaal kunnen vasthouden.

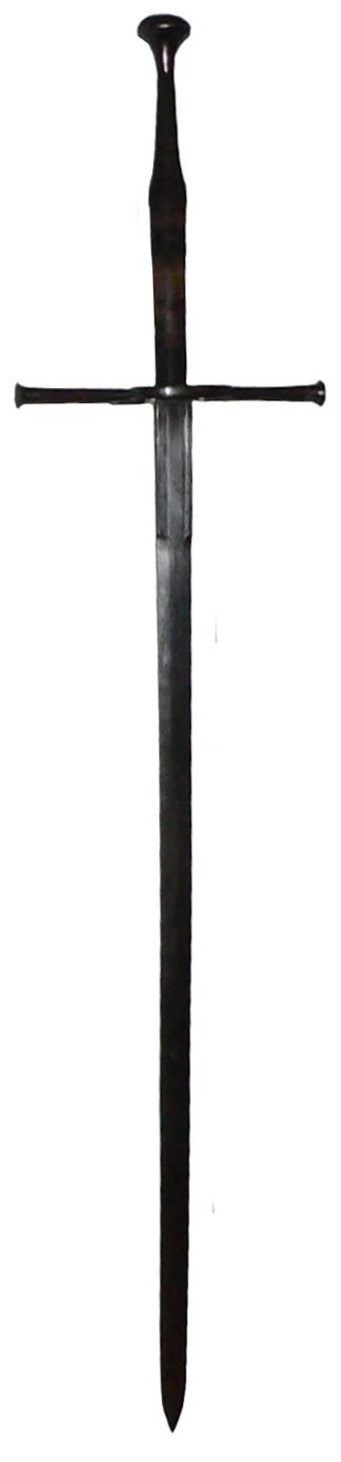
Een Zwitsers langzwaard (ca. 1500, Morges Museum).

Het heeft soms versierde vormen aan de bovenkant van het zwaard, tegen het gevest. Soms zijn er versierde weerhaken aan beide zijden van het brede lemmet, om dodelijke stoten mee uit te delen. Het is groter dan het gewone zwaard dat met één hand kon gehanteerd worden, en bruikbaar is in een gevecht in combinatie met een schild. De Romeinen hadden een kort, ongeveer één meter lang, maar gemakkelijk hanteerbaar zwaard, de gladius en spatha. Later werden de zwaarden langer, maar ook zwaarder, gaande van het "bastaard" zwaard tot de zeer grote "zwei hander".
De slagzwaarden kwamen in gebruik tussen de 14e en 16e eeuw. Een ridder te paard kon zo'n slagzwaard moeilijk hanteren tijdens het berijden. Door de zwaarte van het slagzwaard zou hij zijn evenwicht kunnen verliezen tijdens de strijd. Daarom werd het gehanteerd door de ridders en soldaten te voet. Zij hadden geen schild, omdat ze hun beide handen nodig hadden voor hun grote zwaard. Er kon onmogelijk mee geschermd worden als met een gewoon zwaard, of later de degen, floret of sabel. Met het slagzwaard kon men, het woord zegt het zelf, kappen en zware slagen uitdelen. Een ridder te voet met zo'n wapen was moeilijk te benaderen met gewone handwapens. De ridder zwaaide het zware zwaard in het rond. Men kon hem onverhoeds uitschakelen met pijlen, lansen of een aanval in de rug. Het is meermaals gebeurd dat een ridder of soldaat met zo'n slagzwaard iemand in de schouder hakte tot zijn middenrif.
De kracht die ervan uitging was enorm. Geen harnas of kuras was tegen deze slagen bestand. Het slagzwaard werd ook door de beulen gebruikt. De graven Egmont en Horne, en de Engelse koningin Anna Boleyn zijn met een slagzwaard geëxecuteerd. Frans Anneessens werd op 19 september 1719 op de Grote Markt van Brussel onthoofd met het slagzwaard onder het Oostenrijks bewind. Een slagzwaard kon wel tot schouderhoogte van een man reiken, ongeveer 1,60 meter met een gewicht van 2 tot 3.5 kilo. Het slagzwaard van Grote Pier woog 6 kilo en was 2,15 meter lang.
Tegenwoordig wordt dit zwaard ook gebruikt in moderne settings zoals historisch schermen.